# Hoeve Ypenburg
Hoeve Ypenburg was een modelboerderij in de Oude Broekpolder aan Rijksweg 13, destijds in de gemeente Rijswijk. De boerderij genoot landelijke bekendheid vanwege de modelstallen.

## Geschiedenis
Reeds in 1606 werd er gewag gemaakt van een hofstede behorende bij de buitenplaats Ypenburg. Deze buitenplaats lag tussen de buitenplaatsen Delfvliet en Zuidhoorn in, maar werd in 1887 gesloopt wegens de vervallen staat. 
De hofstede bleef echter bestaan tot 1930 en werd toen vervangen door een moderne bedrijfsmatige zeer grote modelboerderij met de naam Hoeve Ypenburg. Deze bestond uit een groot woongedeelte en twee stallen voor elk 50 koeien, die niet alleen landelijk bekend werd, maar ook in het buitenland; in 1937 bezocht zelfs de broer van de Japanse keizer, prins Chichibu, het bedrijf. Ook bood de boerderij vanaf datzelfde jaar tot 1960 onderdak aan een groepje padvinders, die zich Scoutinggroep Hoeve Ypenburg noemde.  
Tijdens de Duitse aanval op Nederland in 1940 waren er op Hoeve Ypenburg een honderdtal Nederlandse militairen gehuisvest, die het tijdens de Slag om Den Haag moesten opnemen tegen de luchtlandingstroepen van de invallende Duitsers. Na de capitulatie vertrok het boerengezin met de koeien per schip naar Mijnsheerenland omdat het weigerde voor de Duitse bezetter te gaan werken. De boerderij werd geconfisqueerd door de bezetter en gebruikt als varkensfokkerij. 
Na de bevrijding keerde het gezin terug en zette het bedrijf voort. Een van de stallen werd verhuurd aan de fabriek van kappersartikelen Indola, die er papier voor verpakkingen opsloeg.
In 1974 moest het boerderij plaats maken voor de uitbreiding van Rotonde Ypenburg, dat daarna eerst tot Verkeersplein Ypenburg werd omgedoopt en later, toen de zuidelijke tak van Rijksweg 4 (Zoomseweg) werd aangesloten, de naam Knooppunt Ypenburg kreeg.